# Comuna Novoandriivka, Orihiv
Novoandriivka (în ucraineană Новоандріївка) este o comună în raionul Orihiv, regiunea Zaporijjea, Ucraina, formată din satele Novoandriivka (reședința) și Șcerbakî.

## Demografie
Componența lingvistică a comunei Novoandriivka
     Ucraineană (94,22%)
     Rusă (5,54%)
     Alte limbi (0,24%)
Conform recensământului din 2001, majoritatea populației comunei Novoandriivka era vorbitoare de ucraineană (94,22%), existând în minoritate și vorbitori de rusă (5,54%).